# Svante Arrhenius
Svante Arrhenius (n. 19 februarie 1859, Wik Castle⁠(d), Uppsala län, Suedia – d. 2 octombrie 1927, Stockholm, Suedia) a fost un fizician și chimist suedez, laureat al Premiului Nobel pentru Chimie în anul 1903. A făcut cercetări în domeniul disociației (ionizării) electrolitilor (1887) și în astronomie (teoria cozii cometelor – 1900). Este unul din fondatorii chimiei fizice.
În 1884 și-a publicat teza de doctorat.

## Legături externe
- en  Biografie Nobel